# Sydney Dalrymple
Sydney Dalrymple, avstralski častnik, vojaški pilot in letalski as, * 11. maj 1885, Melbourne.  	
Stotnik Dalrymple je v svoji vojaški karieri dosegel 5 zračnih zmag.

## Odlikovanja
- Distinguished Flying Cross (DFC)